# Новрузов, Теймур-бек
Теймур-бек Мирза Гаджи-бек оглы Новрузов (азерб. Teymur bəy Mirzə Hacı bəy oğlu Novruzov; 1880 — 1961, Ницца) — азербайджанский военачальник, генерал-майор, подполковник Русской императорской армии, участник Первой мировой войны. Полный Георгиевский кавалер.

## Биография
Теймур-бек Новрузов родился 20 апреля 1880 года в селе Говлар Елизаветпольского уезда одноимённой губернии Российской империи (ныне — город Говлар в Товузском районе Азербайджана) в семье генерал-майора (генерал-лейтенант с 14 мая 1896 года) русской армии Мирза Гаджи-бека Новрузова. Этнический азербайджанец. Окончил 6 классов Тифлисского кадетского корпуса. 
17 августа 1898 года на правах вольноопределяющегося 1-го разряда вступил рядовым в 44-й драгунский Нижегородский полк Кавказской кавалерийской дивизии. 18 августа 1898 года Новрузов был командирован в Елисаветградское кавалерийское юнкерское училище. 29 сентября этого же года по выдержании вступительного экзамена был зачислен в младший класс юнкером рядового звания. 9 сентября 1899 года Теймур-бек Новрузов был произведён в унтер-офицеры, а 1 августа 1900 года — в эстандарт-юнкеры.
По окончании училища по 2-му разряду 21 марта 1901 года произведён корнетом в 10-й драгунский Новотроицко-Екатеринославский полк 4-й кавалерийской дивизии. 6 мая этого же года прибыл в полк. В период с 30 апреля и до 4 августа 1902 года находился в командировке в 4-й сапёрной бригаде с целью изучения минно-подрывного и телеграфного дела, которое Новрузов изучил на «отлично». С 3 октября 1901 по 14 октября 1903 года занимал должность заведующего оружием в полку. 
17 августа 1904 года Новрузов по «климатическим условиям» был прикомандирован к 44-му драгунскому Нижегородскому полку сроком на один год. 11 февраля 1905 года переведён в полк. С 3 по 27 июля, а также с 13 сентября по 2 ноября 1905 года Теймур-бек Новрузов временно командовал 5-м эскадроном.
28 июля 1905 года Новрузов был командирован с разведчиками полка в город Гори в помощь гражданской администрации. Находился в командировке до 11 октября этого года. 1 сентября 1905 года был произведён в поручики со старшинством в чине с 13 марта 1905 года. 13 октября этого же года Новрузову была объявлена благодарность за отличное состояние эскадрона. С 23 ноября по 8 декабря 1905 года временно командовал 6-м эскадроном полка. 10 октября 1906 года назначен заведующим полковой библиотекой. Временно командовал 5-м эскадроном полка в период с 10 по 25 октября 1907 года и в период с 25 июля по 1 сентября 1908 года. С 1909 года — штабс-ротмистр. 6 декабря 1909 года получил свою первую награду орден Святого Станислава 3-й степени. В 1910 году командирован в переменный состав Офицерской кавалерийской школы, которую окончил в 1912 году. С 3 ноября 1912 года командир 4-го эскадрона полка. С 1913 года — ротмистр (старшинство с 21 марта 1913 года). 

### Первая мировая война
Первую мировую войну встретил командиром 4-го эскадрона 17-го драгунского Нижегородского Его Величества полка в составе Кавказской кавалерийской дивизии. В августе 1914 года дивизия прибыла в Царство Польское в составе 2-го Кавказского армейского корпуса, переданного 10-й армии Северо-Западного фронта и приняла участие в Варшавско-Ивангородской операции и Лодзинской операции. 30 декабря 1914 года приказом Главнокомандующего армиями Северо-Западного фронт генерала от инфантерии Н. А. Рузского "за успешные действия во главе разведывательного эскадрона в районе Воля-Камицка и Тушина 2 ноября 1914 г." ротмистр Теймур-бек Новрузов был награждён орденом Святой Анны 2-й степени с мечами.
17 апреля 1916 года произведён был в подполковники.

### Служба в Азербайджане
После провозглашения 28 мая 1918 года Азербайджанской Демократической Республики, 9 января 1919 года полковник Новрузов был принят на службу в армию АДР и назначен штаб-офицером для поручений при Военном министре. 2 апреля 1919 года назначается временным членом Военного Суда Азербайджанской Республики. Командир 1-го Татарского конного полка с 14 июня. 1 августа 1919 года назначается командующим Конной дивизией, дислоцированной в городе Гянджа. 2 августа 1919 года был произведен в чин генерал-майора. Из приказа по военному ведомству Азербайджанской Республики № 354:

Приказом Правительства Азербайджанской Республики от 2 сего августа за № 35, командир 1-го конного Татарского полка полковник НОВРУЗОВ Теймур-Бек, ныне командующий дивизией за отличия по службе, произведѐн в чин Генерал-майора.

Военный министр генерал от артиллерии Мехмандаров. Баку, 12 августа 1919 года
Командуя Конной дивизией, участвует в армяно-азербайджанской войне. Из донесения генерал-майора Новрузова:

В ночь с 22 на 23 марта в 2 часа армяне сделали нападение большими силами на перегонах на Ханкенди. Нападение отбито, немного позже совершено нападение на Шушу, тоже отбито... 
Генерал Новрузов.

5 декабря 1919 года назначается начальником Кубинского отряда. Из приказа по военному ведомству Азербайджанской Республики № 558:

Начальник Конной дивизии генерал-майор НОВРУЗОВ назначается Начальником Кубинского отряда с 5-го сего декабря, с оставлением в должности Начальника дивизии. О приѐме отряда донести

Военный министр генерал от артиллерии Мехмандаров. Баку, 4 декабря 1919 года
После установления Советской власти в Азербайджане, Конная дивизия была расформирована. В мае 1920 году был одним из руководителей Гянджинского восстания. С боями отошел на территорию союзной Грузии, откуда летом того же года выехал в Крым, для того, чтобы способствовать получению азербайджанскими повстанцами помощи вооружением и финансами от генерала Врангеля. В 1921–1923 годах находился на территории Турции, откуда эмигрировал во Францию. Похоронен в городе Ницца, на кладбище Кокад.